# Луис Керол
Луис Керол (енгл. Lewis Carroll), право име Чарлс Латвиџ Доџсон (енгл. Charles Lutwidge Dodgson; Дерзбери, 27. јануар 1832 — Гилфорд, 14. јануар 1898) био је један од најчитанијих енглеских писаца, а такође и математичар, логичар, англикански свештеник и аматерски фотограф. Његова најпознатија и најпопуларнија дела су романи „Алиса у земљи чуда“ и њен наставак „Алиса с оне стране огледала“.

## Стваралаштво
Још од малих ногу, Доџсон је писао поезију и кратке приче и углавном их објављивао у породичном магазину  Mischmasch, а касније их слао и разним часописима и тако уживао у умереној слави. Између 1854. и 1856, његов рад се појавио у националним публикацијама, The Comic Times and The Train, као и у мањим магазинима попут Whitby Gazette и Oxford Critic. Већина његових дела била је духовита, понекад сатирична, али његови стандарди и амбиције били су захтевни. “Ја ипак не мислим да сам написао нешто достојно праве публикације (у коју не укључујем Whitby Gazette и Oxonian Advertiser), али не очајавам да ће тога бити једног дана”, написао је јула 1855. Понекад, после 1850, писао је представе за марионете за своју браћу и сестре. Једна од њих је преживела: La Guida di Bragia.
Године 1856. је објавио дело под називом који му је донео славу. Романтична поема под називом Самоћа појавила се у часопису The Train, а аутор се потписао као Луис Керол. Овај псеудоним био је игра његовог имена: Луис је био англицизам за име Лудовико, што је латински назив за име Латвиџ, а Керол је ирско презиме слично латинском облику Каролус, од кога долази име Чарлс. Прелазак је ишао на следећи начин: “Чарлс Латвиџ” преведено на латински као “Каролус Лудовико”. Онда је ово преведено на енглески као “Керол Луис” и онда обрнуто на “Луис Керол”. Псеудоним је изабрао уредник Едмунд Јејтс од четири које је Доџсон предложио. Остала три била су: Едгар Катвелис, Едгар У. Ц. Вестхил и Луј Керол.
Његове књиге откривају свет слободне фантазије, хумора и игре речима. У својим књигама Алиса у земљи чуда и Алиса с оне стране огледала достигао је врхунац свога рада. Указујући на богатство нашег унутрашњег света он, у ствари, указује без чега одрастање није могуће. Машта и свет фантазије код Луиса Керола представљају кључ нашег унутрашњег развоја, без кога нема ни корачања кроз живот. Без тога ми остајемо заувек осиромашени: озбиљни када то није нужно, детињасти када треба исказати зрелост. Зато „Алиса у земљи чуда“ осликава вечну потребу нашег духовног сазревања.

### Фотографија
Године 1856. Доџсон је почео да се бави фотографијом, прво под утицајем свог ујака, Скефингтона Латвиџа, а касније и под утицајем оксфодског пријатеља Реџиналда Саутија. Убрзо је почео да се истиче у овој уметности и постао познат фотограф, а чинило се да је у раној младости имао идеју да је то посао од кога се може зарадити за живот.
Студија Роџера Тејлора и Едварда Вејклинга исцрпно набраја све преживеле отиске, а Тејлор је израчунао да тек нешто више од половине његових фотографија приказује младе девојке, што може бити веома искривљена фигура с обзиром на то да 60% његовог рада није сачувано. Доџсон је такође направио и многе студије мушкараца, жена, дечака и пејзажа; његови субјекти били су и скелети, лутке, пси, статуе и слике, дрвеће. Његове слике деце сликане су у присуству родитеља родитеља, а многе од њих снимљене су у Лидел башти, због тога што је природно светло неопходно за добру слику.
Он је такође сматрао да је фотографија и добар начин да се уђе у више друштвене кругове. Током најпродуктивнијег дела његове каријере, портретисао је истакнуте личности попут Џона Еверета Милеа, Елен Тери, Дантеа Габријела Росетија, Јулије Маргарет Камерон, Мајкла Фарадеја, Лорда Солсберија и Алфреда Тенисона.
До времена када је Доџсон нагло престао да се бави фотографијом (1880, након више од 24 године), основао је свој студио на крову Том Квода, створио око 3 000 фотографија, а био аматер. Као разлог одустајања од фотографије навео је то да му рад у студију одузима превише времена. Он је за израду слика користио влажни колодиони процес; комерцијални фотографи, који су почели да користе процес суве плоче 1970-их, стварали су слике много брже. Популаран укус за фотографије које је он сликао променио се појавом модернизма.
Године 2015. године BBC програм, представљен од стране новинарке Марте Керни, каже да стручњаци верују да је слика голе тинејџерке која представља најстарију Лидел девојку Лорину, фотографисана од стране Доџсона. Николас Барнет, експерт за очување фотографија, каже да је слика фотографисана сличном камером оној коју је Доџсон користио и да су процеси израде фотографије исти као и код Керола. Форензички аналитичар слика, Дејвид Енли, упоредио је познате слике Лорине у различитим годинама са сумњивом фотографијом. Рекао је: „По мом мишљењу, рекао бих да је то она.”

## Радови
| - La Guida di Bragia, a Ballad Opera for the Marionette Theatre (around 1850) - "Miss Jones", comic song (1862) - Alice's Adventures in Wonderland (1865) - Phantasmagoria and Other Poems (1869) - Through the Looking-Glass, and What Alice Found There (обухвата "Jabberwocky" и "The Walrus and the Carpenter") (1871) - The Hunting of the Snark (1876) - Rhyme? And Reason? (1883) - A Tangled Tale (1885) - Sylvie and Bruno (1889) - Sylvie and Bruno Concluded (1893) - Pillow Problems (1893) - What the Tortoise Said to Achilles (1895) - Three Sunsets and Other Poems (1898) - The Manlet (1903) | - A Syllabus of Plane Algebraic Geometry (1860) - The Fifth Book of Euclid Treated Algebraically (1858 and 1868) - An Elementary Treatise on Determinants, With Their Application to Simultaneous Linear Equations and Algebraic Equations - Euclid and his Modern Rivals (1879) - Symbolic Logic Part I - Symbolic Logic Part II (published posthumously) - The Alphabet Cipher (1868) - The Game of Logic (1887) - Curiosa Mathematica I (1888) - Curiosa Mathematica II (1892) - The Theory of Committees and Elections, collected, edited, analysed, and published in 1958, by Duncan Black - Some Popular Fallacies about Vivisection - Eight or Nine Wise Words About Letter-Writing - Notes by an Oxford Chiel - The Principles of Parliamentary Representation (1884) |